# Космос: пространство и время
«Космос: Пространство и время» (англ. Cosmos: A Spacetime Odyssey) — американский научно-популярный документальный сериал 2014 года. Проект стал продолжением сериала 1980 года «Космос: персональное путешествие», ведущим которого был Карл Саган, и одновременно его перезапуском. Оригинальный «Космос» был показан по каналам телевизионной сети PBS и стал толчком для создания многих последующих научно-популярных документальных проектов. Идея создания новой версии пришла к вдове Карла Сагана Энн Друян и астрофизику Стивену Сотеру, ставшим исполнительными продюсерами нового сериала. Среди исполнительных продюсеров также Сет Макфарлейн, чья финансовая поддержка позволила создателям проекта начать съёмки. Ведущим обновлённого сериала стал учёный Нил Деграсс Тайсон, который, будучи ещё молодым студентом колледжа, был вдохновлён Карлом Саганом на изучение астрофизики. Продюсер и режиссёр сериала Брэннон Брага. Фоновый саундтрек для каждой серии создал Алан Сильвестри.
Сериал состоит из 13 частей, и в общих чертах повествование следует оригинальному сериалу. В частности, присутствуют такие элементы, как Космический Календарь и «корабль воображения», при помощи которого ведущий путешествует во времени и пространстве. Однако создатели существенно расширили возможности первого «Космоса», добавив информацию об открытиях, произошедших после 1980 года, а также снабдив каждую серию зрелищной компьютерной графикой и анимационными вставками, дополняющими повествование.
Трансляция первой серии состоялась 9 марта 2014 года на 10 разных каналах телевизионной сети 21st Century Fox. После трансляции на телеканале Fox серии передавались каналу National Geographic, по которому транслировались в ночь премьеры с использованием дополнительного контента. На международном уровне сериал был показан во многих странах местными каналами National Geographic и Fox. Показ последней серии состоялся 8 июня 2014 года, после чего все 13 серий были выпущены на цифровых носителях. Официальный релиз на Blu-Ray и DVD состоялся 10 июня 2014 года. «Космос: Пространство и время» был положительно оценён критиками, получив несколько престижных телевизионных премий, в том числе премию Пибоди в категории образовательных программ.
В 2020 году появилось продолжение сериала: «Космос: возможные миры».

## Предыстория
В 1980 году по каналам общественной сети Public Broadcasting Service впервые показали 13-серийный оригинальный проект «Космос» с ведущим Карлом Саганом. С самого начала трансляции шоу удостоилось высоких отзывов и пользовалось большим успехом; Дэвид Ицков, культурный обозреватель газеты The New York Times, описал его как «квинтэссенцию телепередач на научную тематику». Шоу посмотрели более 400 млн человек из 60 стран мира, и до выхода в 1990 году научно-популярного сериала «Гражданская война» считалось самым рейтинговым документальным проектом в мире.
В 1996 году Карл Саган скончался и все права на проект перешли к его вдове и со-создателю оригинального проекта «Космос» Энн Друян. Вместе со Стивеном Сотером и астрофизиком Нилом Деграссом Тайсоном Друян решила создать новую версию сериала, которая бы привлекла к экранам не только любителей научных программ, но и рядового, не интересующегося наукой, зрителя. Однако за долгие годы проект практически не сдвинулся с «мёртвой точки», поскольку руководство телевизионных сетей не считало, что шоу сможет привлечь широкую аудиторию.

## Производство

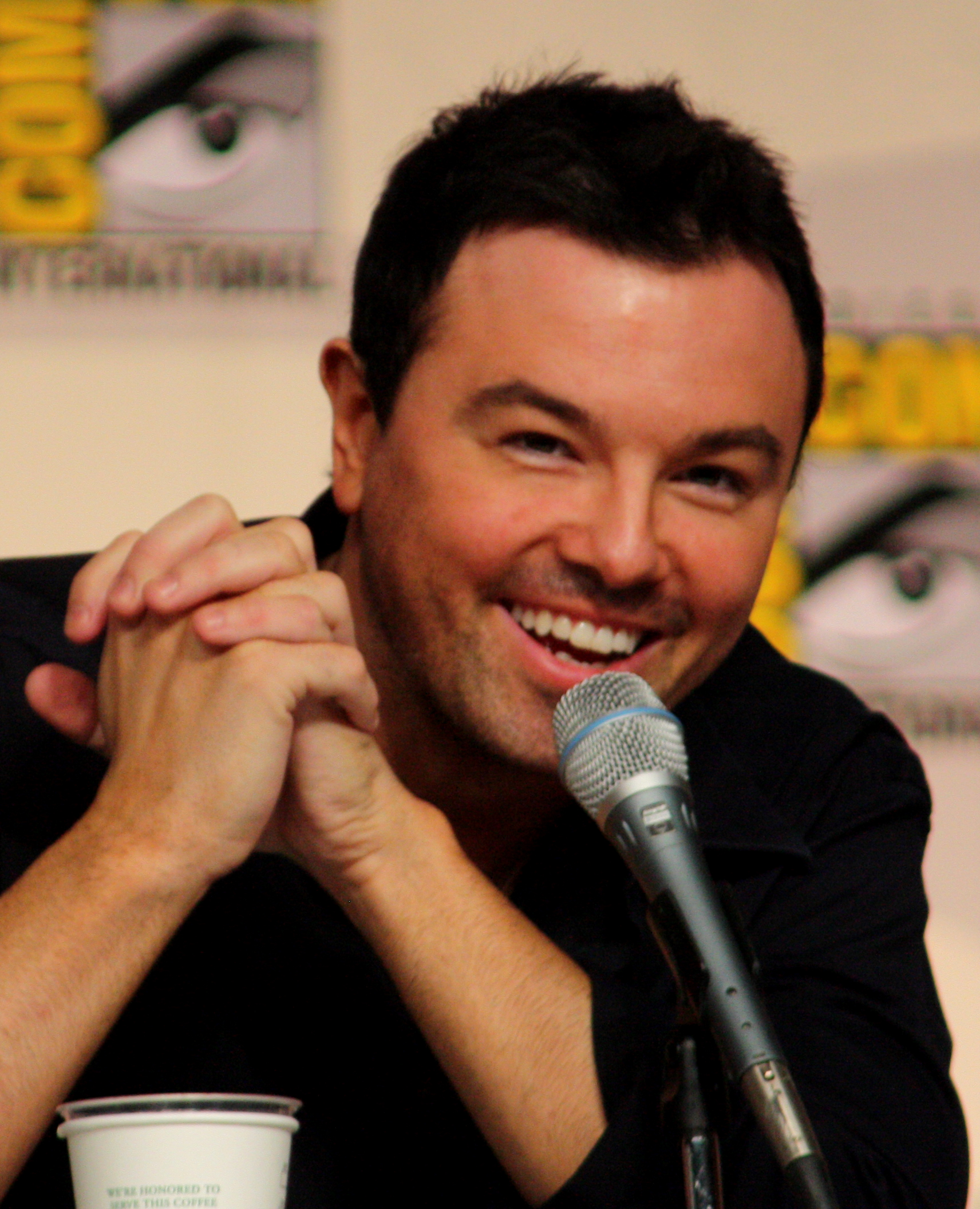
Аниматор Сет Макфарлейн оказал финансовую поддержку при съёмках «Космоса: Пространство и время» и стал его исполнительным продюсером.

В 2008 году, на вечере в честь открытия Science & Entertainment Exchange, отделения Национальной Академии Наук США в Лос-Анджелесе, Тайсон познакомил Энн Друян с Сетом Макфарлейном; это отделение как раз создавалось, чтобы облегчить взаимодействие между режиссёрами и сценаристами Голливуда и научным сообществом. Год спустя, в 2009 году, Макфарлейн узнал о намерении Друян и Тайсона заново снять «Космос». Будучи ещё в детстве под впечатлением от оригинального «Космоса», он выразил мнение, что это шоу служит, чтобы «[устранить] разрыв между научным сообществом и широкой публикой». Макфарлейн сказал, что «находится в той точке своей карьеры, когда у него есть свободные средства…, которые он хотел бы вложить во что-то стоящее». Также он добавил, что по его мнению в последние десятилетия полёты в космическое пространство требуют всё меньше и меньше усилий, и это является частью «нашей культуры апатии». Макфарлейн в то время уже продюсировал несколько сериалов для сети Fox, он смог организовать встречу Друян с руководством Fox, Питером Райсом и Кевином Рейли, и сериалу дали зелёный свет. Макфарлейн признался, что на самом деле он «лишь наименьшая величина в этом уравнении» и его усилия на этот раз мизерны по сравнению с той работой, какую он проделывал ранее, но в то же время он полагает, что «для меня лично это очень удобная территория». Они с Друян стали близкими друзьями, и Друян неоднократно заявляла, что Макфарлейн и Саган, с их разносторонними талантами, были бы родственными душами. В июне 2012 года Макфарлейн оказал финансовую поддержку при передаче более чем 800 коробок записей и корреспонденции Карла Сагана в Библиотеку Конгресса.
В своём интервью для Point of Inquire Тайсон рассуждал о цели передать в новой версии «Космоса» «дух оригинального „Космоса“», который он описал как «вдохновляющие темы, призывающие людей действовать». Друян в интервью для Skepticality описывает тему удивительного и тему скептицизма: «Чтобы всё было действительно гармонично, это должно стать частью вас. Это всё ещё должна быть старая-добрая наука — никаких сглаживаний углов. Но в то же время здесь должны в равной степени уживаться доля скептицизма и доля удивления». В интервью для Big Picture Science Тайсон напоминает об успехе оригинального «Космоса» и последующем увеличении количества научно-популярных программ, но «задача новой версии „Космоса“ несколько отличается, я ведь не должен обучать вас школьной программе. Сведения из школьной программы есть в оригинальном „Космосе“, но это не то, что обычно запоминается больше всего. Большинство людей, которые видели оригинальный сериал, вспомнят лишь большую часть тех достижений, которые вели к науке настоящего времени по пути, имеющему для вас значение, способному повлиять на вас как гражданина своей страны и своего мира — особенно, своего мира». Согласно заявлениям Тайсона, новый сериал покажет обновлённую информацию по тем же темам, которые поднимались в оригинальном сериале, но прежде всего он обслужит «потребности нового поколения». «Мы хотим сделать программу, которая не просто продолжит первый сериал, но отразит время, в котором мы её создали, чтобы было сразу понятно, что она предназначена для аудитории начала XXI века». Тайсон полагал, что успехи таких претендующих на научность сериалов, как «Теория Большого взрыва» и «C.S.I.: Место преступления», а также фильмы, подобные «Гравитации», обеспечили становление «науки как господствующей тенденции» и ожидается, что новый «Космос» «приземлится на чрезвычайно плодородную почву».
Тайсон также упомянул об «отношениях любви-ненависти» зрителей по отношению к «кораблю воображения» из оригинального сериала, но в то же время подтвердил, что «механизмы повествования» дорабатываются. Также было подтверждено, что все элементы повествования из оригинального сериала, такие как «корабль воображения» и Космический Календарь, сохранятся и будут значительно усовершенствованы за счёт спецэффектов, появятся также новые элементы. Одним из новых элементов стала мультипликация, созданная командой, подбором которой занимался лично Сет Макфарлейн. Развитием и продюсированием анимационных вставок занималась Кара Валлоу, а в качестве анимационной студии, взявшейся за их съёмку, была выбрана лос-анджелесская студия Six Point Harness. Звучание «корабля воображения» и звуковой дизайн в целом были созданы Риком Стилом, который отозвался о шоу следующим образом: « „Космос“ стал безусловно самой сложной вехой в моей карьере». Обновлённый «корабль воображения», согласно Макфарлейну, был разработан таким образом, чтобы «оставаться бесконечным и в то же время простым» — люк в полу, для того, чтобы заглянуть в прошлое, и люк в потолке, чтобы увидеть события будущего — это позволит Тайсону, словно хозяину, «отправлять [зрителей] в места, о которых он в данный момент рассказывает».

## Трансляция

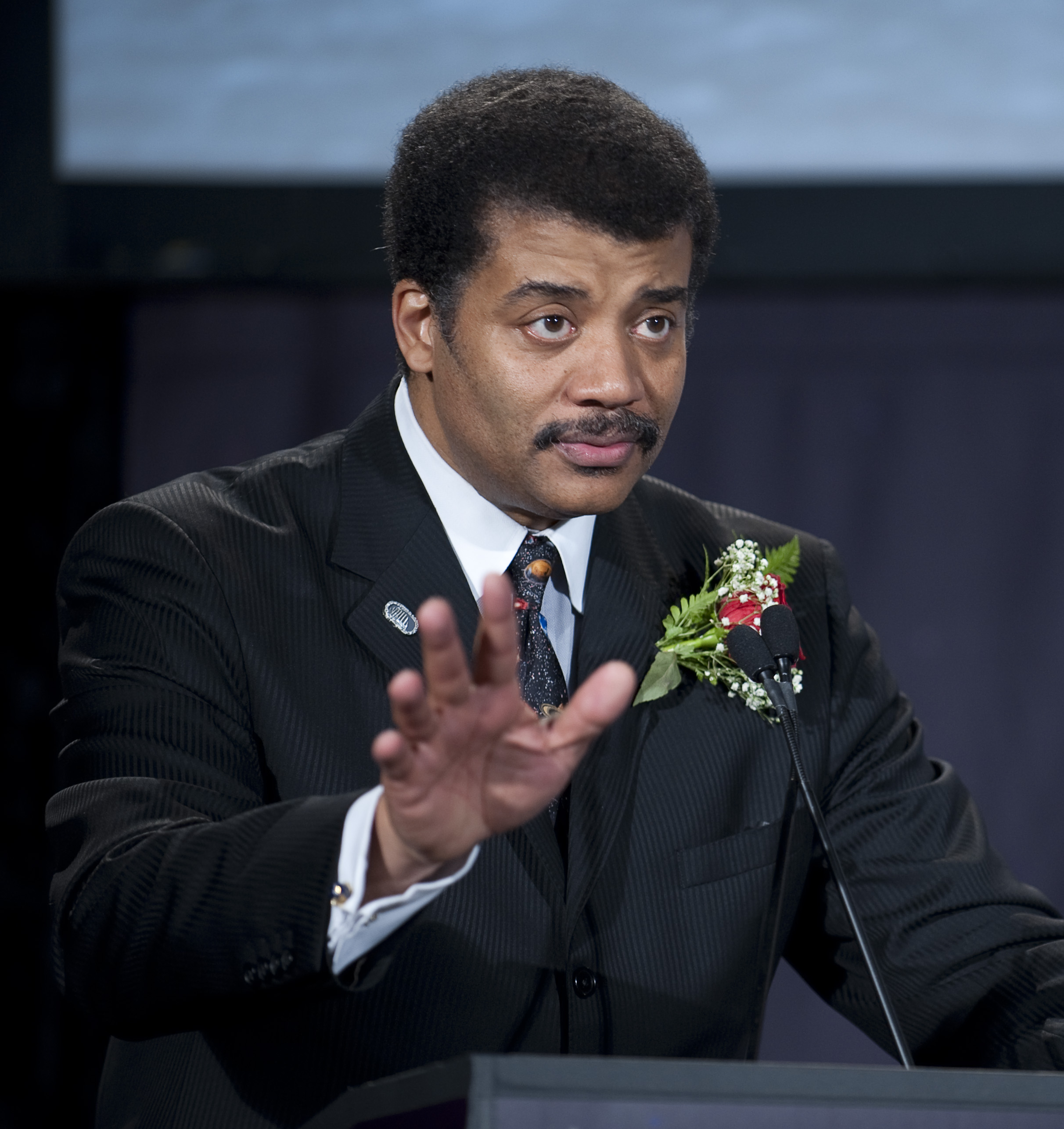
Ведущий сериала Нил Деграсс Тайсон

В августе 2011 года поступило официальное объявление о том, что шоу «Космос: Пространство и время» выйдет весной 2014 года и станет частью прайм-тайма сети Fox. Шоу стало результатом совместных усилий трёх студий: Cosmos Studios Энн Друян, Fuzzy Door Productions Сета Макфарлейна и National Geographic Channel; Энн Друян, Сет Макфарлейн, Митчелл Кэннолд из Cosmos Studios и режиссёр Брэннон Брага выступили в качестве исполнительных продюсеров.
Генеральный директор сети Fox Кевин Рейли полагал, что шоу было сопряжено со своеобразным риском и отличалось от всех программ, какие они обычно показывали, но в то же время он отметил, что они «верили, что оно может оказать настолько же крупное культурное влияние, какое оказал оригинальный сериал» и предоставил все нужные ресурсы. Сначала очередная серия демонстрировалась на канале Fox, после чего её запись передавалась на National Geographic для ночного показа с определённым дополнительным контентом.
В Канаде шоу было показано одновременно на каналах Global, National Geographic Channel и Nat Geo Wild. Также 28 февраля 2014 года прошёл предварительный показ первого эпизода для режиссёров-студентов на Студенческом Кинофестивале Белого дома.
Премьера нового «Космоса» состоялась одновременно на 10 каналах сети Fox: Fox, FX, FXX, FXM, Fox Sports 1, Fox Sports 2, National Geographic Channel, Nat Geo WILD, Nat Geo Mundo и Fox Life. Согласно руководству сети Fox, это стало первым разом для их сети, когда какое-нибудь шоу одновременно транслировалось и по радио, и по телевидению.
Согласно рейтингу Нильсена, воскресная трансляция в 9 часов по сети Fox собрала у экранов 5.8 млн зрителей, выдав рейтинг 2.1/5 в возрастной категории 18-49 лет. При этом 60 % аудитории этой категории составляли мужчины. Согласно тому же рейтингу Нильсена, показ в других сетях поднял количество зрителей до 8.5 млн зрителей, а соответствующий рейтинг до 2.9/5.

## Актёры и персонажи
| Актёр                | Роль                       |
| -------------------- | -------------------------- |
| Нил Деграсс Тайсон   | в роли самого себя         |
| Карл Саган           | в роли самого себя         |
| Питер Эмшвиллер      | Джордж Тилтон              |
| Пётр Майкл           | Эдмунд Маски               |
| Сет Макфарлейн       | Джордано Бруно             |
| Джош Стивен Роха     | Роберто Беллармин          |
| Пол Телфер           | злой школьник              |
| Майкл Хохол          | Ян Хендрик Оорт            |
| Кирстен Данст        | Сесилия Пейн-Гапошкина     |
| Кэри Элвес           | Эдмунд Галлей и Роберт Гук |
| Ричард Гир           | Клэр Паттерсон             |
| Джонатан Морган Хайт | Джон Гершель               |
| Мартин Джарвис       | Гемфри Дэви                |

| Актёр             | Роль                  |
| ----------------- | --------------------- |
| Том Конки         | Сэмюэл Пипс           |
| Марли Мэтлин      | Энни Джамп Кэннон     |
| Хайко Обермоллер  | Герман Эйнштейн       |
| Джуллиан Овенден  | Майкл Фарадей         |
| Надя Рошель Пфарр | Малала Юсуфзай        |
| Йенн Рейтель      | Альберт Эйнштейн      |
| Уэсли Сэлтер      | Джеймс Клерк Максвелл |
| Аманда Сейфрид    | Мари Тарп             |
| Александр Сиддиг  | Исаак Ньютон          |
| Патрик Стюарт     | Уильям Гершель        |
| Оливер Вакер      | Йозеф Фраунгофер      |
| Жюли Виттнер      | Сара Фарадей          |
| Марк Уорден       | Гаррисон Браун        |

## Эпизоды
| № | Название                                                          | Режиссёр      | Сценарист                | Дата показа в США   | Зрители США (миллионы) |
| --- | ----------------------------------------------------------------- | ------------- | ------------------------ | ------------------- | ---------------------- |
| 1 | «Стоя на Млечном Пути» «Standing Up in the Milky Way»             | Брэннон Брага | Энн Друян и Стивен Сотер | 9 марта 2014 года   | 5.77 / 8.5             |
| Серия начинается с краткого вступления, записанного президентом США Бараком Обамой. В этом вступлении описывается «дух открытий» и разъясняется цель сериала, которая состоит в том, чтобы привить этот «дух» зрителям. Эпизод открывается размышлениями Тайсона о важности оригинального «Космоса» и его целях. Он представляет зрителям «корабль воображения», один из элементов повествования в шоу, и при помощи него показывает настоящее, прошлое и возможное будущее Земли. Отправившись в полёт на «корабле», Тайсон раскрывает зрителю т. н. «космический адрес» Земли, который начинается с названия самой планеты и заканчивается Сверхскоплением Девы и наблюдаемой Вселенной. Позже Тайсон объясняет, что человечество не всегда определяло «космический адрес» так, как сейчас, и описывает судьбу итальянского учёного эпохи Возрождения Джордана Бруно (при помощи нового элемента повествования – анимационных вставок), которого преследовала церковь за идеи о вращении Земли вокруг Солнца. Чтобы показать видение Бруно структуры космоса, использовалась анимированная адаптация гравюры Фламмариона, созданной в XIX веке и ныне ставшей распространённым интернет-мемом, обозначающим раскрытие тайн Вселенной. Эпизод продолжается с переходом от темы пространства к теме времени. Тайсон вводит понятие Космического Календаря, ещё одного регулярного элемента повествования, для рассмотрения всей истории наблюдаемой Вселенной от Большого взрыва до наших дней. Вся суть сводится к тому что эта история сжимается до одного календарного года, в котором Большой взрыв происходит в полночь 1 января, а вся человеческая история занимает последние 14 секунд последней минуты 31 декабря. После рассказа о Космическом Календаре Тайсон завершает эпизод рассказом о том, как его вдохновил Карл Саган. |                                                                   |               |                          |                     |                        |
| 2 | «Молекулы» «Some of the Things That Molecules Do»                 | Билл Поуп     | Энн Друян и Стивен Сотер | 16 марта 2014 года  | 4.95                   |
| Эпизод рассматривает различные аспекты происхождения жизни и эволюции. Тайсон рассказывает как об искусственном отборе путём разведения, используя пример одомашнивания волков и эволюции их в современных собак, так и о естественном отборе на примере эволюции белых медведей. Тайсон использует «корабль воображения», чтобы продемонстрировать зрителю ДНК, гены и процессы мутации, которые привели к тому многообразию видов, представленному Древом Жизни, какое мы знаем сейчас. Также объясняется каким образом мог развиться такой сложный орган, как глаз. Далее Тайсон рассуждает о вымирании многих видов, рассказывая о пяти катастрофах прошлого, которые привели к массовой гибели многих живых существ, а также о тихоходке, животном, пережившем все эти пять катастроф. Тайсон рассуждает о наличии жизни на других планетах, например, на спутнике Сатурна, Титане, а также о том, как абиогенез мог привести к появлению жизни на Земле. Эпизод завершается анимацией из оригинального «Космоса», демонстрирующей развитие единственной живой клетки в современного человека. |                                                                   |               |                          |                     |                        |
| 3 | «Когда знание победило страх» «When Knowledge Conquered Fear»     | Брэннон Брага | Энн Друян и Стивен Сотер | 23 марта 2014 года  | 4.25                   |
| Эпизод начинается тем, что Тайсон разъясняет, как распознавание образов помогло первым цивилизациям сделать первые шаги в астрономии и астрологии, чтобы предсказать смену времён года, а также впервые рассмотреть появление кометы как знамение. Также Тайсон добавил, что происхождение комет было объяснено лишь в XX веке теорией Яна Хендрика Оорта о наличии вокруг Солнечной системы облака Оорта, откуда и прилетают все кометы. Далее Тайсон описывает сотрудничество в Кембридже между Эдмундом Галлеем и Исааком Ньютоном в конце XVII века, которое привело к появлению на свет труда «Математические начала натуральной философии», описывающего физические законы в математических формулах. Труд был издан в нескольких томах, несмотря на попытки Роберта Гука присвоить часть лавров себе и бедственное финансовое положение Лондонского королевского общества. Также Тайсон объясняет каким образом этот труд бросил вызов устоявшемуся представлению о Боге, как перводвигателе во Вселенной, но в то же время повлиял на многие факторы современного мира, в том числе и на космические полёты. В третьей части эпизода Тайсон рассказывает, как Эдмунд Галлей взял за основу труд Ньютона и сделал свой собственный вклад в науку о мире: рассчитал расстояние от Земли до Солнца, открыл движение звёзд, а также выдвинул теорию, что кометы тоже вращаются вокруг Солнца, и предсказал дату прилёта одной из них, впоследствии названной в его честь. Тайсон сравнивает научные подходы, использованные Галлеем и Ньютоном, с теми, что использовались древними цивилизациями, и рассматривает их вклад как первые шаги человечества в исследовании Вселенной. Эпизод заканчивается анимированной вставкой, показывающей столкновение Млечного Пути и Галактики Андромеды, произошедшее согласно законам Ньютона. |                                                                   |               |                          |                     |                        |
| 4 | «Небо, полное призраков» «A Sky Full of Ghosts»                   | Брэннон Брага | Энн Друян и Стивен Сотер | 30 марта 2014 года  | 3.91                   |
| Тайсон начинает эпизод с объяснений понятия скорости света и обсуждения того факта, что свет множества звёзд и галактик в наблюдаемой Вселенной доходит до нас через миллионы лет после того, как он начал свой путь. Далее раскрывается как современная астрономия использовала этот факт, известный как концепция глубокого времени, чтобы вычислить дату Большого взрыва и возраст наблюдаемой Вселенной. Тайсон продолжает рассказ повествованием о том, как труды Исаака Ньютона, Уильяма Гершеля, Майкла Фарадея и Джеймса Клерка Максвелла способствовали пониманию природы электромагнитных волн и гравитации, а также о том, как эти труды подтолкнули Альберта Эйнштейна к разработке Теории Относительности и пониманию света как фундаментальной константы вселенной, а гравитации – как искажения в пространстве-времени. Тайсон также описывает понятие тёмных звёзд, которые, как утверждал Джон Мичелл, нельзя увидеть, но которые можно обнаружить по воздействию, которые они оказывают на другие, видимые, звезды, попавшие в их гравитационную ловушку. Этой идеей Уильям Гершель пользовался для обнаружения систем двойных звёзд. Тайсон после этого описывает чёрные дыры, их природу, их гравитационные силы, способные притягивать даже свет, и способность испускать рентгеновские лучи, что позволит их обнаружить, как была обнаружена чёрная дыра Лебедь X-1 в созвездии Лебедя. Тайсон использует «корабль воображения», чтобы показать чёрную дыру вблизи и рассказать о деформации ткани пространства-времени и релятивистском замедлении времени, как о событиях вблизи горизонта событий чёрной дыры, и что это может привести к путешествию в другие точки пространства и даже стать способом путешествия во времени. Тайсон заканчивает эпизод рассказом о том, как сын Уильяма Гершеля, Джон, был вдохновлён своим отцом и продолжил документировать известные звезды, а также сделал вклад в развитие фотографии, искусство которой также, как и астрономия, позволяет использовать концепцию глубокого времени. Анимированные вставки показывают Уильяма Гершеля и его маленького сына Джона, гуляющих по пляжу и беседующих о звёздах; Уильяма Гершеля в них озвучил Патрик Стюарт. |                                                                   |               |                          |                     |                        |
| 5 | «Спрятаться на свету» «Hiding in the Light»                       | Билл Поуп     | Энн Друян и Стивен Сотер | 6 апреля 2014 года  | 3.98                   |
| Эпизод посвящён волновой теории света, изученной человечеством. Изучение света стало частью научного прогресса начиная с таких ранних экспериментов в этой области, как создание 2000 лет назад китайским учёным Мо-цзы камеры-обскуры. Тайсон описывает работу арабского учёного XI века Ибн аль-Хайсама, который, как полагают, был первым исследователем в области оптики, что привело к появлению телескопа, а также одним из первых, кто начал применять научный метод. Тайсон переходит к открытиям, которые позволили человечеству понять природу света. Он рассказывает про работу Исаака Ньютона, который преломил свет при помощи призмы и продемонстрировал, что свет состоит из цветов видимого спектра, а также о Уильяме Гершеле, эксперименты которого позволили добавить к видимому спектру инфракрасные волны. Йозеф Фраунгофер кроме призмы использовал также телескоп, чтобы рассмотреть спектр крупным планом, и выяснил, что на цветовых полосах имеются продольные чёрные линии. Позже было выявлено, что эти линии Фраугофера вызваны поглощением света при перемещениях электронов в атомах вещества с одной орбитали на другую (в шоу использована боровская модель атома) при прохождении света сквозь эти атомы, при этом местоположение чёрных линий уникально для каждого химического элемента. Данное открытие впоследствии составило основы астроспектроскопии, основной метод исследования в котором заключается в изучении химического состава далёких звёзд путём выявления их цветового спектра. Это позволило астрономам не только судить о составе звёзд, планет и звёздных скоплений, но и наблюдать движение звёзд и расширение вселенной, а также выдвинуть гипотезу о существовании тёмной материи. |                                                                   |               |                          |                     |                        |
| 6 | «Всё глубже и глубже» «Deeper, Deeper, Deeper Still»              | Билл Поуп     | Энн Друян и Стивен Сотер | 13 апреля 2014 года | 3.49                   |
| Эпизод посвящён рассмотрению космоса на микроскопическом и атомарном уровнях, для чего Тайсон использует «корабль воображения». Тайсон рассказывает о микроорганизмах, которые существуют внутри одной маленькой росинки, в том числе и об инфузориях и тихоходках. От этой темы он переходит к описанию того, как растения при помощи своих хлоропластов используют фотосинтез, чтобы преобразовать углекислый газ и воду в кислород и богатый энергией сахар. После Тайсон рассуждает о природе атомов и молекул и о том, каким образом это касается появления многообразия видов. В качестве примера он использует утверждение Чарльза Дарвина о существовании ещё неизвестного в то время мотылька с самым длинным хоботком, Xanthopan morganii, основанное на том факте, что цветок орхидеи-кометы имеет длинную шпору с нектаром на дне. Далее он показывает, как запахи цветов стимулируют обонятельные центры мозга и каким образом это может вызвать различные воспоминания. Тайсон рассказывает о том, как древнегреческие философы Фалес и Демокрит распространяли учение о том, что вся материя состоит из атомов во всём многообразии их сочетаний и как углерод формирует основу жизни в силу уникальности своей химической природы. Тайсон объясняет на основе протонов, нейтронов и электронов процесс ядерного синтеза, происходящий в большинстве звёзд, и как при этом преодолеваются силы электростатического отталкивания, не позволяющие атомам коснуться друг друга. От этих объяснений Тайсон переходит к рассказу о нейтрино, которые появляются во время процесса ядерного синтеза и способны проходить через любую материю, что практически лишает возможности их обнаружить. Тайсон объясняет, что на Земле созданы специальные резервуары с водой и датчиками, такие как детектор Super-Kamiokande, которые позволяют обнаруживать нейтрино в момент столкновения этих частиц с молекулами воды. Также Тайсон обращает внимание на тот факт, что нейтринные вспышки от взрыва сверхновой SN 1987A в Большом Магеллановом Облаке были зафиксированы за три часа до световой вспышки. Это объясняется тем, что излучение нейтрино происходит раньше самого коллапса звезды. Эпизод заканчивается упоминанием о нейтрино, оставшихся от Большого взрыва и ещё существующих во вселенной. Однако из-за природы света часть событий, произошедших после Большого взрыва, скрыты «стеной бесконечности», заглянуть за которую в данный момент невозможно. |                                                                   |               |                          |                     |                        |
| 7 | «Возраст Земли» «The Clean Room»                                  | Брэннон Брага | Энн Друян и Стивен Сотер | 20 апреля 2014 года | 3.71/3.74              |
| Эпизод посвящён тому, как научными методами был определён возраст Земли, и как Клэр Паттерсон (в анимационных вставках его озвучил актёр Ричард Гир), занимавшийся этим вопросом в середине XX века, боролся с глобальным загрязнением природы свинцом. Тайсон сначала описывает как из разрозненных кусков материи через несколько миллионов лет после рождения Солнца сформировалась Земля. Так как учёные при помощи геологических исследований горных пластов могут проследить лишь события последних нескольких миллионов лет, то в качестве исходного материала использовались обломки упавших метеоритов, таких как те, что были найдены в Аризонском метеоритном кратере. Учёные знали, что метеориты прилетели из пояса астероидов, который появился в то же время, что и Земля, поэтому посчитали метеориты идеальным материалом для определения возраста Земли. Тайсон в общих чертах обрисовывает работу Паттерсона как ученика Гаррисона Брауна, которая состояла в определении количества свинца в частицах циркона, взятых из метеорита в Аризонском кратере, в то время как Джордж Тилтон проделывал ту же работу, определяя количество урана; если бы удалось установить период полураспада радиоактивного урана в метеоритах, то можно было бы определить возраст Земли. Поняв, что не может получить правильный результат из-за загрязнения окружающей среды свинцом, что чрезмерно завышает этот результат, Паттерсон потребовал создание идеально чистого помещения, в котором он и определил возраст Земли в 4,5 млрд лет. Тайсон переходит к теме того, как Паттерсон, столкнувшись с загрязнением свинцом, решил привлечь внимание к этому факту широкую общественность. Тайсон объясняет, что свинца нет на поверхности, но его добычей из глубин земли с радостью занимались люди (начиная со времён Римской империи), и что свинец является токсичным. Паттерсон доказал факт загрязнения свинцом, исследовав глубины океана и антарктический лёд, показывающие, что содержание свинца на поверхности не является естественным. Вскоре он обнаружил, что высокий уровень загрязнения свинцом обусловлен использованием тетраэтилсвинца в этилированном бензине, несмотря на то, что Роберт А. Кехо и другие упрямо настаивали на безопасности продукта. Паттерсон продолжил свою кампанию по борьбе с глобальным загрязнением свинцом, что в итоге привело к появлению закона об ограничении использования свинца. Тайсон завершает эпизод, отмечая, что учёные продолжают свои исследования, будучи готовыми, как и Паттерсон, встретиться с серьёзными экологическими проблемами, которые будут выявлены при изучении окружающей среды. |                                                                   |               |                          |                     |                        |
| 8 | «Сёстры Солнца» «Sisters of the Sun»                              | Брэннон Брага | Энн Друян и Стивен Сотер | 27 апреля 2014 года | 3.66/3.64              |
| Эпизод рассматривает состав, строение и эволюцию звёзд. Тайсон начинает с описания попыток первых людей связать звезды в созвездия и объяснить появление этих созвездий при помощи различных мифов и легенд (например, мифа о Плеядах). Далее Тайсон продолжает повествование, обратившись к теме того, как Эдуард Чарлз Пикеринг работал над одновременным фиксированием спектра нескольких звёзд, и того, как помощницы Пикеринга, учётчицы Гарварда (или «гарем Пикеринга»), каталогизировали все спектры этих звёзд. Среди учётчиц были Энни Джамп Кэннон, которая создала и развила Гарвардскую спектральную классификацию звёзд, и Генриетта Суон Ливитт, которая обнаружила способ определить расстояние от Земли до каталогизируемой звезды, а также выявить её состав. Позже к ним присоединилась Сесилия Пейн, которая завязала крепкие дружеские отношения с Кэннон, а также определила, что классификация, созданная Кэннон, связана с составом и температурой звёзд. Тайсон переходит к описанию жизненного цикла звёзд, о котором можно судить по межзвёздным облакам. Он объясняет, что звезды, подобные Солнцу, сохраняют свой размер за счёт баланса между гравитацией, сжимающей все газы внутрь звезды, и ядерными процессами, наоборот выталкивающими эти газы наружу. Когда с возрастом Солнце станет более горячим и ярким, этот баланс нарушится и Солнце начнёт расширяться до тех пор, пока не превратится в красного гиганта, а после не сожмётся в белого карлика – прекращение жизненного цикла при ограниченных атомных силах. После Тайсон рассказывает о более разрушительных прекращениях жизненного цикла звёзд, когда эти звезды превращаются в новые и сверхновые звезды – в зависимости от их размера – и впоследствии взрываются, становясь пульсарами. Крупные звезды также могут «схлопнуться» в чёрные дыры. Также Тайсон описывает, что звезды могут быть настолько большими (например, звезда Эта Киля, которую считают нестабильной двойной звездой массой в 120 и 30 Солнц для каждого компонента соответственно), что в относительно ближайшем будущем они могут превратиться в гиперновую звезду. Тайсон заканчивает эпизод утверждением, что вся материя на Земле состоит из того же звёздного вещества, что и Солнце, звезды и туманности, и что свет и энергия от звёзд – основа жизни на Земле. |                                                                   |               |                          |                     |                        |
| 9 | «Затерянные миры планеты Земля» «The Lost Worlds of Planet Earth» | Брэннон Брага | Энн Друян и Стивен Сотер | 4 мая 2014 года     | 4.15/4.08              |
| Эпизод исследует палеогеографию Земли на протяжении миллионов лет и то, какое влияние оказало другое расположение материков на жизнь на планете. Рассказ начинается с повествования Тайсона о появлении 300 млн лет назад, во времена Каменноугольного периода, первых деревьев. Эти деревья были богаты лигнином и поэтому были несъедобны для микроорганизмов. Как следствие, когда деревья умирали, они не гнили, а постепенно превращались в каменный уголь. Примерно 50 млн спустя, в конце Пермской эпохи, вулканическая активность сожгла этот уголь, выпустив в атмосферу углекислый газ и ядовитые вещества, внезапно создав парниковый эффект, из-за которого температура в океане повысилась и метан со дна поднялся и тоже оказался в атмосфере. Эта катастрофа стала известна как Массовое пермское вымирание, во время которого погибло более 90% всех видов. Тайсон рассказывает о тектонических плитах, которые формируют земную кору Земли. Также он приводит гипотезы, которые выдвигали различные учёные прошлого – гипотезу Абрахама Ортелия о том, что континенты когда-то были связаны, гипотезу Альфреда Вегенера о едином континенте под названием Пангея и дрейфе континентов, выдвинутую вопреки уже сложившемуся мнению о затопленных перешейках между материками; гипотезу Брюса К. Хизена и Мари Тарп, которые обнаружили на дне океана Срединно-Атлантический хребет, что подтверждало теорию о дрейфе континентов. Тайсон описывает то, как земная кора лежит на мантии, которая постоянно движется из-за высокой температуры и вращения внешнего и внутреннего ядра Земли. Далее Тайсон рассказывают о последствиях падения астероида и о Мел-палеогеновом вымирании, оставившем млекопитающих доминировать на Земле. После рассказ переходит к теме более поздних геологических событий – к образованию Средиземного моря вследствие разрушения естественной дамбы в районе современного Гибралтарского пролива, а также о Панамском перешейке, формирование которого прекратило течение из Атлантического океана в Тихий, вызвав крупномасштабное изменение климата, такое, как превращение пышных полей Африки в засушливые равнины, что повлияло на появление млекопитающих, лазающих по деревьям. Тайсон также объясняет, что различные планеты оказывали незначительное влияние на скорость вращения Земли и наклон земной оси, что периодически вызывало ледниковые эпохи, а также влияло на кочевую жизнь первых людей. Эпизод завершается тем, что Тайсон объясняет факт того, что в будущем география Земли снова может измениться, и это, как ожидается, станет причиной очередного массового вымирания. |                                                                   |               |                          |                     |                        |
| 10 | «Электрический мальчик» «The Electric Boy»                        | Брэннон Брага | Энн Друян и Стивен Сотер | 11 мая 2014 года    | 3.46                   |
| Данный эпизод представляет собой обзор основных аспектов природы электромагнетизма, основанный по большей части на описании исследований Майкла Фарадея. Тайсон начинает с утверждения, что ещё Исаак Ньютон высказывал предположение, что, кроме гравитации, должна существовать ещё одна неизвестная сила природы. Рассказ продолжается в виде биографии Майкла Фарадея, который, будучи бедного происхождения, заинтересовался изучением электричества после того, как прочитал о нём в книгах и прослушал лекции Гемфри Дэви в Лондонском королевском обществе. Дэви взял Фарадея себе в ассистенты, прочитав его конспекты, написанные во время лекций. На основе открытых Хансом Кристианом Эрстедом электромагнитных явлениях Гемфри Дэви и химик Уильям Хайд Волластон совершили несколько неудачных попыток по преобразованию электричества в движение; Фарадей, наблюдая за ними, создал собственное устройство, ставшее первым в мире электромотором. Позавидовав своему помощнику, Дэви отправляет Фарадея в стеклодувную мастерскую, чтобы тот открыл секрет знаменитого баварского стекла. Долгое время неустанно трудясь над этой задачей, Фарадей не достиг каких-либо результатов, так как секрет баварского стекла известен только его изготовителям и не может быть раскрыт. Только после смерти Дэви Фарадей вернулся в Лондонское королевское общество, но ещё до этого он учредил Рождественские лекции, на которых преподавал науку детям. Также Фарадей продемонстрировал научному сообществу первый в мире электрический генератор, представляющий собой спираль из провода, внутри которой движется магнит (заряд возникает только тогда, когда магнит движется). Тайсон продолжил рассказ, раскрыв, что вскоре Фарадей начал страдать неизвестной болезнью, из-за которой учёный терял способность ясно выражать свои мысли. Несмотря на это, ему удалось сделать ещё одно открытие – при помощи магнита, бумаги и железных опилок Фарадей установил, что вокруг магнита имеются невидимые линии, и выдвинул гипотезу, что с этими линиями может быть связаны также и световые волны. Стремясь проверить эту гипотезу, он провёл эксперимент, в котором использовал кусок бракованного баварского стекла, который отлил в годы работы в стеклодувной мастерской, (диэлектрический материал) и при помощи электричества вызвал поляризацию света, проходящего через этот кусок – это явление впоследствии назовут эффектом Фарадея. Фарадей также утверждал, что невидимые силовые линии имеются и вокруг планеты; твёрдое железное внутреннее ядро при своём вращении создаёт невидимые силовые линии, которые впоследствии назовут магнитным полем Земли; тот же принцип лежал и в основе вращения планет вокруг Солнца. Эти утверждения первоначально не были приняты научным сообществом, так как Фарадей не предоставил математических формул, подтверждающих его гипотезы. Позже молодой Джеймс Клерк Максвелл, узнав об утверждениях Фарадея, произведёт все необходимые расчёты, – представив формулы, впоследствии ставшие известными как уравнения Максвелла – таким образом подтвердив гипотезы. Совместные усилия Фарадея и Максвелла заложили основы науки, знания в области которой используются при создании современных телекоммуникаций. |                                                                   |               |                          |                     |                        |
| 11 | «Бессмертные» «The Immortals»                                     | Брэннон Брага | Энн Друян и Стивен Сотер | 18 мая 2014         | 3.24                   |
| Эпизод по большей части посвящён исследованию жизни, её происхождению и возможности существования жизни на других планетах. Прежде всего Тайсон начинает рассказывать о том, как появление письменности позволило людям передавать знания следующими поколениям, и о принцессе Энхедуане, которая приблизительно в 2280 г. до н. э. стала одной из первых, кто поставил своё имя под собственными записями. Также Тайсон упоминает о царе Гильгамеше, который собирал различные истории, в том числе историю об Утнапишти, рассказывающую о Великом потопе практически идентично мифу о Ноевом ковчеге. Далее рассказ переходит к утверждению, что ДНК также может вести записи информации, чтобы способствовать размножению жизни, и ряду теорий о том, что жизнь могла зародиться на Земле, развиваясь из небольшого скопления химических соединений, или стать результатом столкновения с метеоритом, прибывшим с другой планеты. В последнем случае, как рассказывает Тайсон, теория была выдвинута после исследования метеорита, упавшего в 1911 г. возле деревушки Нахла, во время которого было обнаружено что он практически идентичен образцам почвы планеты Марс, добытым аппаратами программы «Викинг». Это и позволило выдвинуть гипотезу о том, что жизнь могла прибыть транзитом с Марса, а также исследовать возможность некоторых микроорганизмов пережить долгое путешествие сквозь космическое пространство. С движением множества солнечных систем через галактику на протяжении миллиардов лет планеты могли подобным образом обмениваться формами жизни. Тайсон продолжает рассказ, подняв тему существования жизни на других планетах. Он объясняет, что проект 1940-х гг. под названием «Диана» показал, что радиоволны могут свободно проходить атмосферу, устремляясь в космическое пространство, и что все сигналы телерадиовещания, посланные человечеством, продолжают исходить от нашей планеты. После этого Тайсон отмечает, что в результате этого открытия было начато множество проектов по поиску сигналов от внеземных цивилизаций. Вычисления скорости развития и продолжительности существования цивилизации позволяют судить о реальности осуществления этих проектов. Тем не менее, есть вероятность, что цивилизации могли исчезнуть в результате взрывов сверхновых, стихийных бедствий (вроде возможного извержения супервулкана Тоба), а также уничтожить сами себя в процессе войны или другим образом – всё это снижает вероятность обнаружения сигналов от них. Тайсон также описывает эллиптические галактики, в которых имеются старейшие красные карлики во Вселенной, которые могут предложить больше шансов для обнаружения внеземных цивилизаций. Эпизод завершается утверждением, что правильно организованное исследование других миров позволит человечеству покинуть Землю до того, как Солнце начнёт превращаться в красного гиганта. В анимированных вставках показывается принцесса Энхедуана, образ и голос которой предоставила международная корреспондентка CNN International Кристиан Аманпур. |                                                                   |               |                          |                     |                        |
| 12 | «Освобождённый мир» «The World Set Free»                          | Брэннон Брага | Энн Друян и Стивен Сотер | 1 июня 2014 года    | 3.52                   |
| В центре сюжета данного эпизода находится явление парникового эффекта (открытого Жаном Батистом Фурье и Сванте Аррениусом), его причины, и доказательства существования глобального потепления, возникшего под влиянием различного рода деятельности человека. Тайсон в качестве наглядного примера выбирает обширную историю планеты Венера; согласно ряду исследований Венеры, когда-то она была очень похожа на Землю – на ней были океаны и материки, а также кислородная атмосфера – но увеличившаяся вулканическая активность вызвала значительное повышение уровня содержания углекислого газа в атмосфере, в результате чего Венеру накрыло плотным слоем облаков, температура на планете повысилась, а океаны выкипели. После этого Тайсон рассказывает о том, что свойства углекислого газа таковы, что увеличение его концентрации в атмосфере вызовет изменение климата, и официально доказано, что с начала XX века уровень его содержания в атмосфере неизменно растёт. Несмотря на возражения, было также доказана при помощи уникальной изотопной подписи этого диоксида углерода, что это повышения вызвано не природными явлениями вроде извержений вулканов, а использованием нефти, угля и природного газа в качестве топлива. В результате средняя температура на Земле поднялась, что вызвало положительную обратную связь и таяние полярных ледников. Далее Тайсон рассуждает об альтернативных источниках топлива. Так, он рассказывает о солнечном генераторе, изобретённом Огюстом Мушо в XIX веке, и солнечно-паровом генераторе Фрэнка Шумана; из-за дешевизны и простоты использования угля и нефти эти изобретения не нашли широкого применения, ещё долго оставаясь «необычными игрушками». На сегодняшний день солнечные и ветряные электростанции можно встретить во многих точках мира, и получение энергии от них может обеспечить человечество надолго. В конце концов Тайсон сравнивает сложность перехода на экологически чистые источники энергии с усилиями, которые были приложены во время Космической гонки, и делает вывод, что человечеству ещё не поздно изменить свой курс. |                                                                   |               |                          |                     |                        |
| 13 | «Нестрашная темнота» «Unafraid of the Dark»                       | Энн Друян     | Энн Друян и Стивен Сотер | 8 июня 2014 года    | 3.09                   |
| Тайсон начинает эпизод с того, что демонстрирует зрителю внутренние помещения древней Александрийской библиотеки, смоделированные на компьютере. Он рассказывает о том, что здесь хранились знания со всего мира, а доступ к ним предоставлялся лишь ограниченному кругу людей. В результате, когда Александрийская библиотека была разрушена, большая часть этих знаний была утеряна. На данном примере Тайсон демонстрирует тот факт, что накопленные человечеством знания не нужно запирать, так как они должны принадлежать всему человечеству. Тайсон переходит к повествованию об открытии Виктора Гесса, который, совершая полёт на воздушном шаре, выяснил, что с увеличением высоты интенсивность радиации растёт – он открыл космическую радиацию. Позже швейцарский астроном Фриц Цвикки, в ходе исследования сверхновых звёзд, открыл, что космическая радиация исходит от них. Продолжив свои исследования на основе шкалы расстояний до сверхновых, Цвикки выдвинул теорию о существовании тёмной материи, так как значение вычисленной им массы вещества во Вселенной было слишком мало. Первоначально эту теорию не приняли всерьёз и забыли, но позже Вера Рубин, исследуя звезды в рукавах некоторых галактик, пришла к тому же выводу, а так как звезды двигались вокруг центра галактики намного быстрее, чем предполагали гравитационные силы, она выдвинула теорию о существовании также тёмной энергии. На данный момент тёмная энергия принимается как основная причина всё возрастающей скорости расширения Вселенной. Далее Тайсон начинает рассказывать о двух аппаратах программы «Вояджер». Помимо демонстрации некоторых особенностей различных планет Солнечной системы, «Вояджер-1» помог открыть гелиосферу Солнечной системы, которая ограждает планеты от воздействия радиации межзвёздных ветров. Также Тайсон рассказывает о роли Карла Сагана в программе «Вояджер», о создании Золотой пластинки «Вояджера», своего рода капсулы, несущей сведения о человечестве и его положении во вселенной, а также о намерении сфотографировать Землю с орбиты Нептуна, что привело к появлению знаменитой фотографии Pale Blue Dot. Тайсон завершает сериал сообщением Сагана о необъятности космических просторов, поощряющем зрителей исследовать то, что может предложить Вселенная. Эпизод завершается сценой того, как Тайсон с Земли наблюдает за пустым «кораблём воображения», улетающим в неизвестном направлении. |                                                                   |               |                          |                     |                        |

## Рейтинги и признание
«Космос: Пространство и время» удостоился высоких оценок от критиков. На сайте Metacritic шоу оценили на 83 балла из 100 возможных на основе 19 отзывов.
Сериал со дня своего выхода получил многочисленные телевизионные премии. В 2014 году он был объявлен на четвёртой церемонии вручения премии «Выбор телевизионных критиков» в двух номинациях — «Лучшее реалити-шоу» и «Лучший ведущий реалити-шоу» (Нил Деграсс Тайсон) — и в обеих одержал победу. Также сериал был номинирован на 30-й церемонии вручения премии TCA Awards, — в номинации «Выдающийся успех в сфере новостных и информационных программ»[41] — а 10 июля 2014 года сериал был объявлен в 12 номинациях для вручения премии «Эмми», в том числе в номинации «Выдающееся документальное либо научно-популярное шоу». В итоге премия «Эмми» была вручена шоу и его композитору, Алану Сильвестри, в 4 номинациях: «Выдающийся сценарий для научно-популярного шоу», «Выдающийся звуковой монтаж для научно-популярного шоу (однокамерная или мультикамерная съёмка)», «Выдающаяся вступительная музыкальная тема» и «Выдающееся музыкальное сопровождение (оригинальный драматический саундтрек)». Также сериал получил премию Пибоди в категории образовательных программ.
Несмотря на свою популярность, телесериал неоднократно получал протесты со стороны некоторых христианских организаций и фракции консервативных христиан из-за позиций, которые, по их мнению, выражаются в шоу. Так, последователи христианского фундаментализма оказались недовольны тем, что историю сотворения мира, описанную в Библии, «раздавили» научными теориями, затрагиваемыми в шоу. Католическая Лига выдвинула протест в отношении факта того, что шоу «размазало» католицизм. Представитель Лиги отметил, что шоу уделило большое внимание Джордано Бруно, который преследовался церковью за идеи о вращении Земли вокруг Солнца, в то время как «Коперник и Галилей — два наиболее последовательных в своих доказательствах исследователя теории гелиоцентризма — лишь вскользь упомянуты, так как в их случаях роль церкви была намного более сложной».

## Медиа-релиз
«Космос: Пространство и время» был издан на Blu-ray и DVD 10 июня 2014 года при содействии 20th Century Fox Home Entertainment. Издание содержало все 13 эпизодов шоу, а также аудиокомментарии к первому эпизоду и три короткометражных серии — Celebrating Carl Sagan: A Selection from the Library of Congress Dedication, Cosmos at Comic-Con 2013 и Cosmos: A Spacetime Odyssey — The Voyage Continues, а также субтитры на английском, французском и испанском языках. Эксклюзивное Blu-Ray-издание также содержало интерактивный Космический Календарь.